# Jacek Kapica
Jacek Kapica (ur. 10 września 1970 w Szczecinku) – polski urzędnik państwowy, w latach 2008–2015 podsekretarz stanu w Ministerstwie Finansów i szef Służby Celnej w stopniu nadinspektora celnego.

## Życiorys
Absolwent Wydziału Ekonomicznego Uniwersytetu Szczecińskiego, podyplomowych studiów rachunkowości i zarządzania w Szkole Głównej Handlowej oraz podyplomowych studiów administracji na Uniwersytecie Warszawskim. Pracę zawodową rozpoczął w 1991 jako dziennikarz w lokalnych mediach szczecińskich, był zatrudniony także jako marketing manager i dyrektor wykonawczy.
W latach 90. należał do Unii Wolności. Członkostwo w partii zawiesił w 1999, gdy rozpoczął pracę w Głównym Urzędzie Ceł na stanowisku dyrektora gabinetu prezesa urzędu, którym był wówczas Zbigniew Bujak. Odpowiadał za wspomaganie kierownictwa GUC w zarządzaniu służbą, a także za projektowanie zmian struktury organizacyjnej administracji celnej. Po likwidacji GUC w 2002 był dyrektorem handlowym, prowadził też własną działalność gospodarczą (firmę kateringową).
Do Służby Celnej powrócił w marcu 2004. W Ministerstwie Finansów zajmował się przeprowadzeniem audytu realizacji Strategii działania polskiej administracji celnej 2004+, a także kierował zespołem projektującym Strategię działania Służby Celnej na lata 2005–2007. Uczestniczył także w projektowaniu zmian struktury organizacyjnej administracji celnej po przystąpieniu Polski do UE. Pod jego kierownictwem powstała Koncepcja kontroli prowadzonej przez Służbę Celną, dokument określający zadania i rolę poszczególnych komórek realizujących zadania kontrolne oraz zależności między nimi.
W sierpniu 2004 został powołany na zastępcę dyrektora Izby Celnej w Szczecinie, gdzie nadzorował pion finansowo-logistyczny. Od grudnia 2005 do marca 2006 pełnił obowiązki dyrektora Izby Celnej w Rzepinie. W marcu 2006 został pełniącym obowiązki dyrektora Izby Celnej w Szczecinie, w sierpniu 2007 w wyniku wygrania konkursu powołano go na stanowisko dyrektora tej izby. W lutym 2008 mianowano go podsekretarzem stanu w Ministerstwie Finansów. Tego samego dnia, po złożeniu przez Jacka Dominika rezygnacji, został także szefem Służby Celnej.
4 sierpnia 2011 mianowany na stopień nadinspektora celnego. W listopadzie 2015 odszedł z funkcji rządowych. Był następnie starszym ekspertem celnym w Izbie Celnej w Warszawie.
29 marca 2018 został zatrzymany przez funkcjonariuszy Centralnego Biura Antykorupcyjnego w ramach postępowania związanego z tzw. aferą hazardową. Prowadzone przez kilka lat śledztwo dotyczące wątku wiceministra zostało przez prokuratora umorzone w marcu 2017, jednak w grudniu tegoż roku wznowiono je na polecenie Bogdana Święczkowskiego. Po zatrzymaniu przedstawiono mu zarzuty niedopełnienia obowiązków. Jacek Kapica nie przyznał się do popełnienia tych czynów, zastosowano wobec niego poręczenie majątkowe i zwolniono. W maju 2018 Sąd Rejonowy w Białymstoku uznał jego zatrzymanie za niezasadne.

## Odznaczenia
- Odznaka Honorowa „Bene Merito” – 2010[9]
- Odznaka honorowa „Za Zasługi dla Finansów Publicznych Rzeczypospolitej Polskiej” – 2015[10]